# Стойка, Киву
Ки́ву Сто́йка (рум. Chivu Stoica; 8 августа 1908 — 18 февраля 1975) — румынский государственный и политический деятель. Один из наиболее влиятельных деятелей в годы правления Г. Георгиу-Дежа, с которым он ранее познакомился в тюрьме.

## Биография
Родился в семье крестьян, был шестым ребёнком в семье. В 1929 году вступил в Союз коммунистической молодёжи Румынии. В 1931 году был принят в компартию Румынии.
Член ЦК РКП в 1945—1975 годах, премьер-министр Румынии в 1955—1961 годах, Председатель Госсовета в 1965—1967. В период борьбы за право унаследовать Георгиу-Дежу Стойка поддержал Николае Чаушеску в обмен на пост председателя Госсовета, в начале 70-х потерял все государственные посты, а в 1975 году погиб от ружейного выстрела — по официальной версии, это было самоубийство. Супруга Стойку заявила, что она не верит в самоубийство мужа.

## Факты
- Один из выживших в катастрофе румынского правительственного самолёта, произошедшей 4 ноября 1957 года у аэропорта Внуково (Москва, СССР)[3].